# منسا موسى
المَلِكُ الأَشْرَفُ الحَاج مانسا موسى أو كانجا موسى أو كانكو موسى نياري نياكاتي أو موسى الأول، ولد حوالي 1280 وتوفي في 1337، هو المانسا العاشر لمملكة مالي بين 1312 و1337.

عند اعتلائه العرش، كانت مملكة مالي تتكون من الأراضي التي كانت تابعة لإمبراطورية غانا ومالي وما جاورهما. استطاع أثناء فترة حكمه إيصال مملكة مالي لذروتها، من فوتاجلون إلى أغاديس، كما وضع أسس العلاقات الدبلوماسية مع مملكة البرتغال والدولة المرينية والمملكة الزيانية بتلمسان والدولة الحفصية والدولة المملوكية. عادة ما تصنف حقبته كالعصر الذهبي لمملكة مالي.

يعتبر مانسا موسى من أغنى الأشخاص في التاريخ، وربما الأغنى على الإطلاق، بالرغم من أن هذا الإدعاء مختلف حوله.

## الأسماء

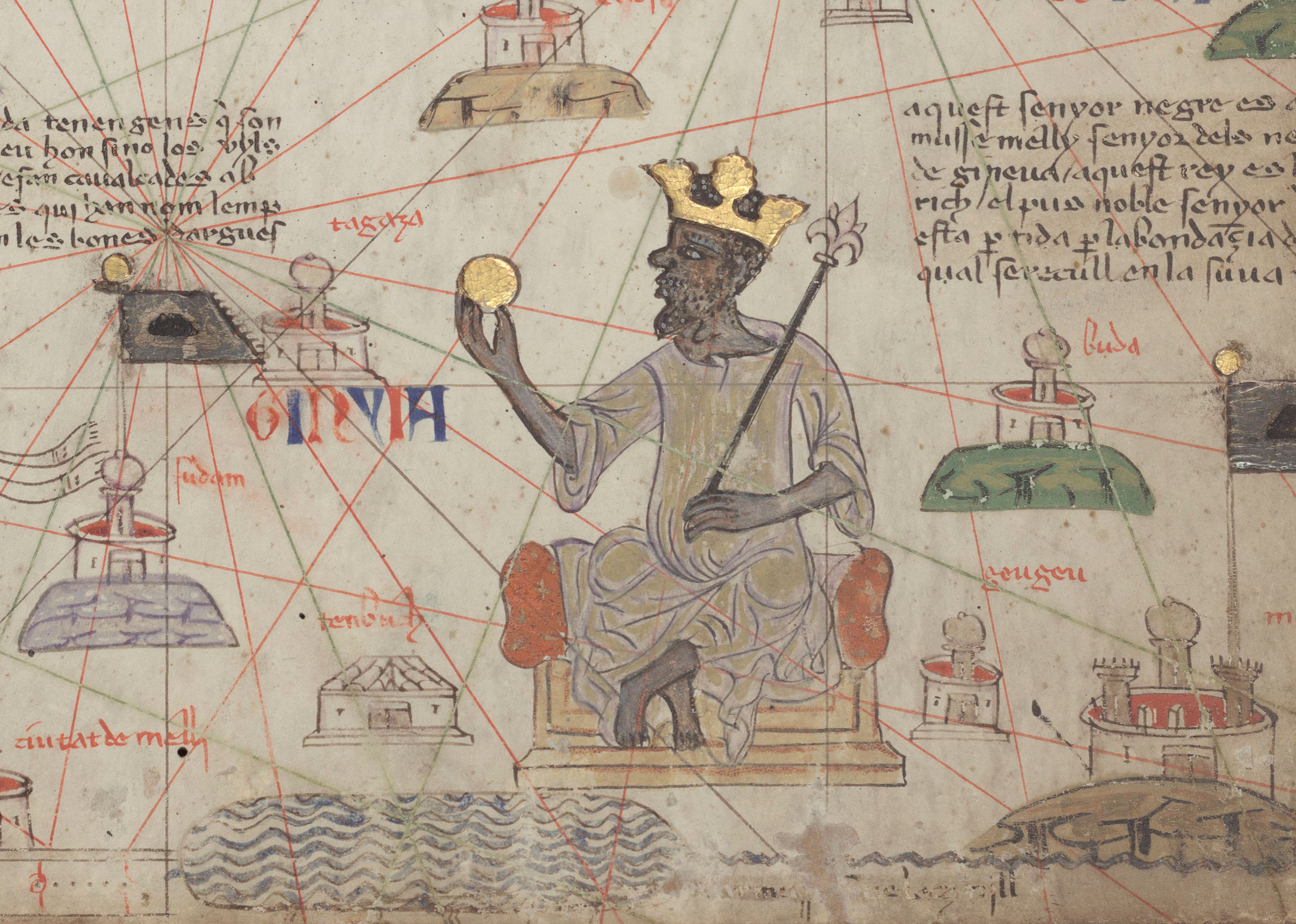
يظهر مانسا موسى جالسًا على العرش ويحمل عملة ذهبية

كانكو موسى تعني «موسى، ابن كانكو حميدو» إشارة إلى والدته، حيث كان الشعب الماندينغي أنذاك مجتمعا أموميا. يوجد كذلك عدة تهجيات مختلفة لهذه العبارة مثل كانغا موسى وكانكان موسى. تشترك غالب المصادر التاريخية والأدبية الأوروبية على تسمية مانسا موسى، بالرغم من وجود عبارات أخرى مثل مالي-كوي كنكن موسى وغونغا موسى وملك التكرور.

## السيرة الذاتية

### أصله ووصوله للسلطة
بسبب غياب مصادر محلية مكتوبة، فإن أغلب المعلومات التاريخية التي وصلتنا عن تاريخ مالي تأتي من كتابات لرحالة أو مؤرخين عرب ومغاربة مثل العمري وابن خلدون وابن بطوطة والمقريزي واليافعي. حسب السلالات المالية التي أوردها ابن خلدون، فإن جد مانسا موسى هو أبو بكر (من المحتمل أنه ينطق باكاري أو بوغاري في مالي) وهو أخ الملك سوندياتا كيتا، مؤسس مملكة مالي حسب الروايات الشفوية. لم يعتلي أبو بكر العرش، وكذلك الأمر بالنسبة لابنه فاغا لاي، وهو والد مانسا موسى. وذكر اليافعي الذي التقى مانسا موسى أثناء حجه في مكة أنه موسى بن أبي بكر بن أبي الأسود.

أما كيفية وصول مانسا موسى للسلطة، فإنه يرجع لعادة في مملكة مالي، تقتضي أن يعين الملك المباشر ممثلا له أثناء ذهابه للحج أو للسفر، ثم جعل ممثله خليفةً له. وهكذا اختير مانسا موسى ممثلا لأبو بكر الثاني الذي سافر في المحيط الأطلسي معتقدا أنه يمكنه الوصول لأقصى نهاية البحر، لكنه لم يعد من رحلته، فأصبح مانسا موسى ملكا. ابنه مقان الأول اعتلى العرش كذلك بفضل هاته العادة.

### رحلة الحج
الطريق
ذاع صيت مانسا موسى وبلغت شهرته كل شمال أفريقيا والشرق الأدنى بفضل رحلة الحج التي أدها. حيث أنطلق سنة 1324 نحو مكة مع حاشيته التي ذكرت المصادر أنها تتراوح بين 000 15 و000 60 شخص، من بينهم 000 12 من الخدم والعبيد، ورجال يرتدون الحرير ويحملون عصيا ذهبية يعتنون بالخيول والأكياس. وكانت كل نفقات هذا الموكب على حساب مانسا موسى، من أكل وملبس للناس والحيوانات. حسب عدة مصادر، فإن القافلة كانت تتكون أيضا من 80 جملا، يحمل كل واحد منهم بين 50 و300 رطل من الذهب. كان مانسا موسى كريما كثير العطاء، وكان يجزل في كل مدينة يمر بها أثناء الرحلة، وذكر العمري أنه أنفق في حجته مائة وسق جمل من الذهب، وأنه أفاض في الإحسان والعطاء من الذهب للأمراء والأعيان والتجار وعامة الناس ممن يقابلونه ما لا يحصى ولا يعد، وكذا الأمر بالنسبة للحجيج وأهل الحرمين. وذكر السعدي أنه يبني مسجدا في كل مدينة أو قرية يصادف مروره بها يوم الجمعة.
لقاءه بالسلطان المملوكي
نقل العديد من الأشخاص روايات وشهادات عينية عن رحلة مانسا موسى، وكلهم كانوا منبهرين بثروته وأهميته، وهو ما كتب في العديد من المصادر. كما أن لقائه بالسلطان المملوكي الناصر ناصر الدين محمد بن قلاوون في يوليو 1324 موثق بشكل جيد. ذكر تقي الدين المقريزي في كتابه السلوك لمعرفة دول الملوك أن قافلة المانسا موسى حطت الرحال في تمام 15 جمادى الأولى من سنة 724 هجري (الموافق ل10 مايو 1324 ميلادي). 

ذكر العمري أنه عندما نزل مانسا موسى في القاهرة، امتنع أن يقابل السلطان المملوكي الناصر ناصر الدين محمد بن قلاوون متحججا بأنه جاء للحج فقط، ولكن السبب الرئيسي هو عادة تقبيل الأرض واليد في حضرة السلطان المملوكي وكان مانسا موسى يرى هذا انتقاصا منه، وبعد محاولات عدة قبل الدعوة، ولكنه أنكر أمام السلطان عادة تقبيل الأرض واليد بصوت عال، ثم قال أنه يسجد لله فقط، فأكره على ذلك حسب ابن الوردي وسجد لله حسب العمري ولم يسجد قط حسب المقريزي وابن كثير، ثم تقدم للسلطان فجلس بجانبه وتحادثا لمدة طويلة. وبعد هذا الموعد، أعطى السلطان المملوكي للمانسا موسى أحسن ما تجود به خزائنة من ملبس ومأكل وعدة وخيل مسرجة وأموال له ولأعيانه، وكان نفس الشيء أثناء عودته من الحج.
قصته في مكة
روى المؤرخ اليافعي في كتابه «مرآة الجنان وعبرة اليقظان في معرفة حوادث الزمان» قصة مرور المانسا موسى بمكة، وكان شاهد عيان على قدومه، وهو ما يكسي الأمر أهمية حيث كان شاهدا لا ناقلا. ومما ذكره اليافعي قصة الفتنة التي وقعت في مكة بين حاشية المانسا موسى والأتراك، حيث أشهرت السيوف في المسجد الحرام، فغضب المانسا موسى غضبا شديدا وصرخ فيهم من شباك إقامته حتى رجعوا عن القتال.
آثار رحلته على سوق الذهب
لكن سخاء موسى تسبب في آثار جانبية مدمرة بالنسبة لاقتصاد المناطق التي مر بها. ففي القاهرة والمدينة المنورة ومكة المكرمة، أدى التدفق المفاجئ للذهب إلى انخفاض قيمة هذا المعدن لمدة عشر سنوات، وشهدت أسعار السلع الاستهلاكية تضخمًا مرتفعًا، حيث حاول السوق التكيف مع تدفق الثروة المصاحبة لزيارة الملك المالي. من أجل تعديل سعر الذهب قيل أن مانسا موسى اشترى بفائدة عالية كل الذهب الذي يمكنه حمله من تجار القاهرة، وكانت المرة الوحيدة في التاريخ الذي يتحكم فيه رجل واحد بسوق الذهب في حوض البحر الأبيض المتوسط.
نكبة العودة
خلافا للعمري، ذكر المقريزي في كتابه الذهب المسبوك أن مانسا موسى تأخر في العودة من مكة بعد الحج ولم يعد مع قافلة المحمل المصري، «فهلك الكثير من أصحابه وجماله بالبرد، حتى لم يصل معه [للقاهرة] إلا نحو الثلث منهم» وذكر هاته القصة كذلك السعدي في كتابه تاريخ السودان.

### العودة إلى مالي وآثاره

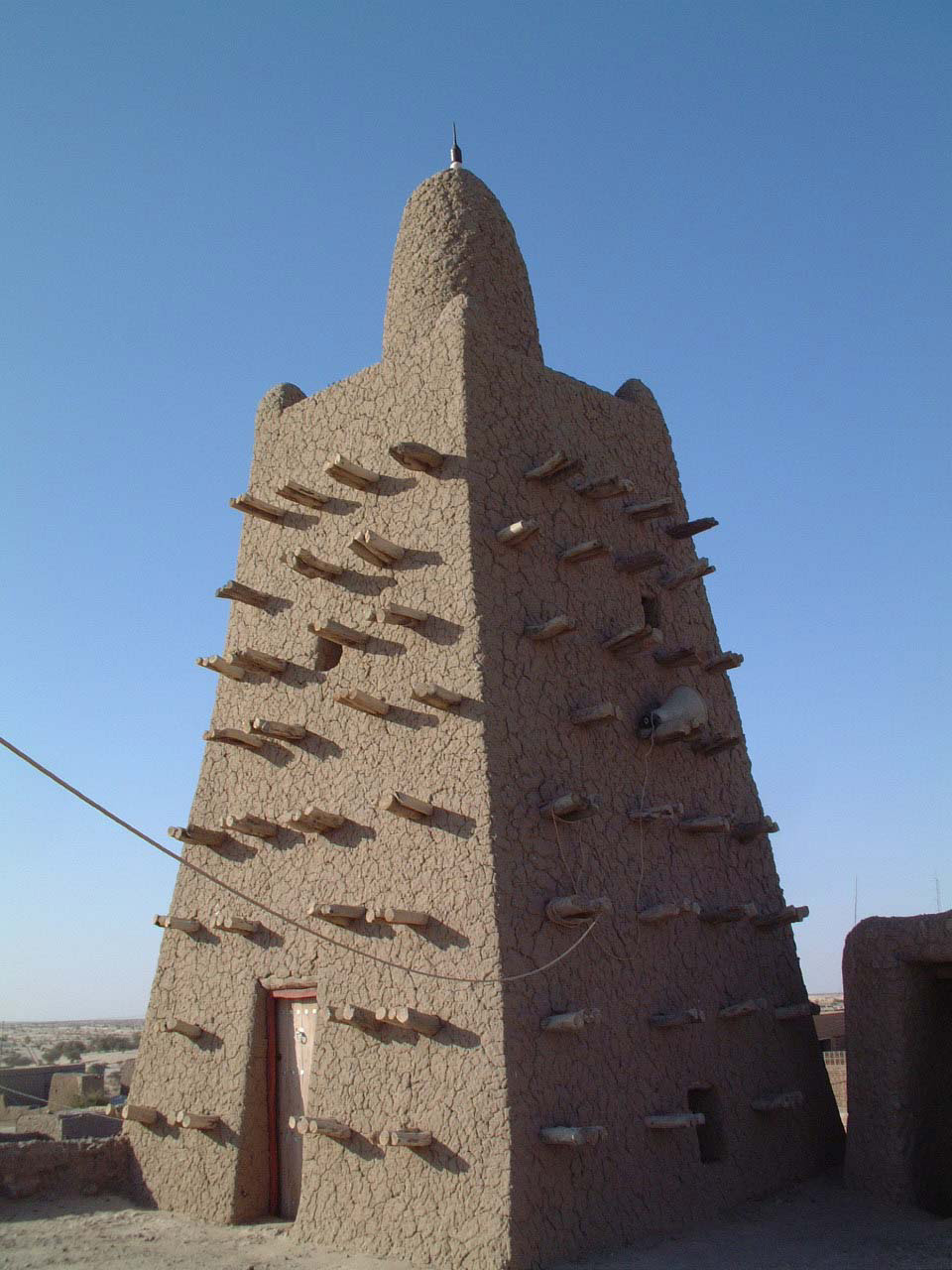
صومعة مسجد جينغربر الذي أمر بتشييده مانسا موسى.

أثناء رحلة عودته من مكة سنة 1325، بلغ إلى علم مانسا موسى أن جيشه بقيادة الجنرال ساغامانديا قد أعاد السيطرة على مدينة جاو، وكانت في هذا الوقت مركزا تجاريا مهما بالرغم من كثرة التمرد فيها. انعرج موسى بقافلته نحو مدينة جاو أين أخذ ابني الديا سونغاي ياسيبو كرهائن، وهما علي كولن وسليمان نار. عاد بعد ذلك لمدينة نياني أين اعتنى بالطفلين في بلاطه. 
شيد مانسا موسى العديد من المساجد والمدارس الإسلامية في تمبكتو وجاو، ومن أهم آثاره والأكثر شهرة هي مدرسة سنكوري. أما في نياني، فقام بتشييد قاعة محكمة، متصلة بالبلاط الملكي عبر باب داخلي. بنيت هاته القاعة من الحجر المنحوت، وتعلوها قبة مزينة بزخارف عربية ملونة، ونوافذ الطابق العلوي مزينة بالفضة ونوافذ الطابق السفلي بالذهب. أما اليوم، فلم يبقى أي أثر من هذا المعلم.

من النتائج الإيجابية لرحلة المانسا موسى هو تطوير العلاقات التجارية والدبلوماسية مع مصر خصوصا وبقية دول شمال أفريقيا عموما، حيث أصبحت مالي مركزا تجاريا هاما في الصحراء.
تأثيره على تمبكتو
عند رحلة عودته من الحج، مرّ المانسا موسى بمدينة تمبكتو وأبقى فيها معماريين أصلهم من الأندلس (من بينهم أبو إسحاق الساحلي) ومن القاهرة بهدف تشييد قصره ومسجد جينغربر الذي لا يزال موجودا. 
 
تتمتع تمبكتو بموقع ملائم، قريب من نهر النيجر الذي يمثل محور النقل الرئيسي في المنطقة. أصبحت المدينة مركزا دينيا وثقافيا وتجاريا، فأسست فيها مدرسة إسلامية (كذلك في جني وسيغو)، الأمر الذي ساهم فانتشار الإسلام، وأصبحت تمبكتو تشتهر بتعليمها الإسلامي.  وبلغت شهرة المدينة التجارية حتى أوروبا، أين أضافها العديد من تجار البندقية وجنوة وغرناطة إلى مساراتهم التجارية، حيث يقومون بتصدير موادهم المصنعة مقابل الذهب.

في 1330، احتلت مملكة موسي مدينة تمبكتو. بعد استعادة السيطرة عليها بسرعة، بنى المانسا موسى موسى أسوارًا وحصنًا هناك ونصّب جيشا على عين المكان لحماية تمبكتو من الهجمات المستقبلية.

### الوفاة

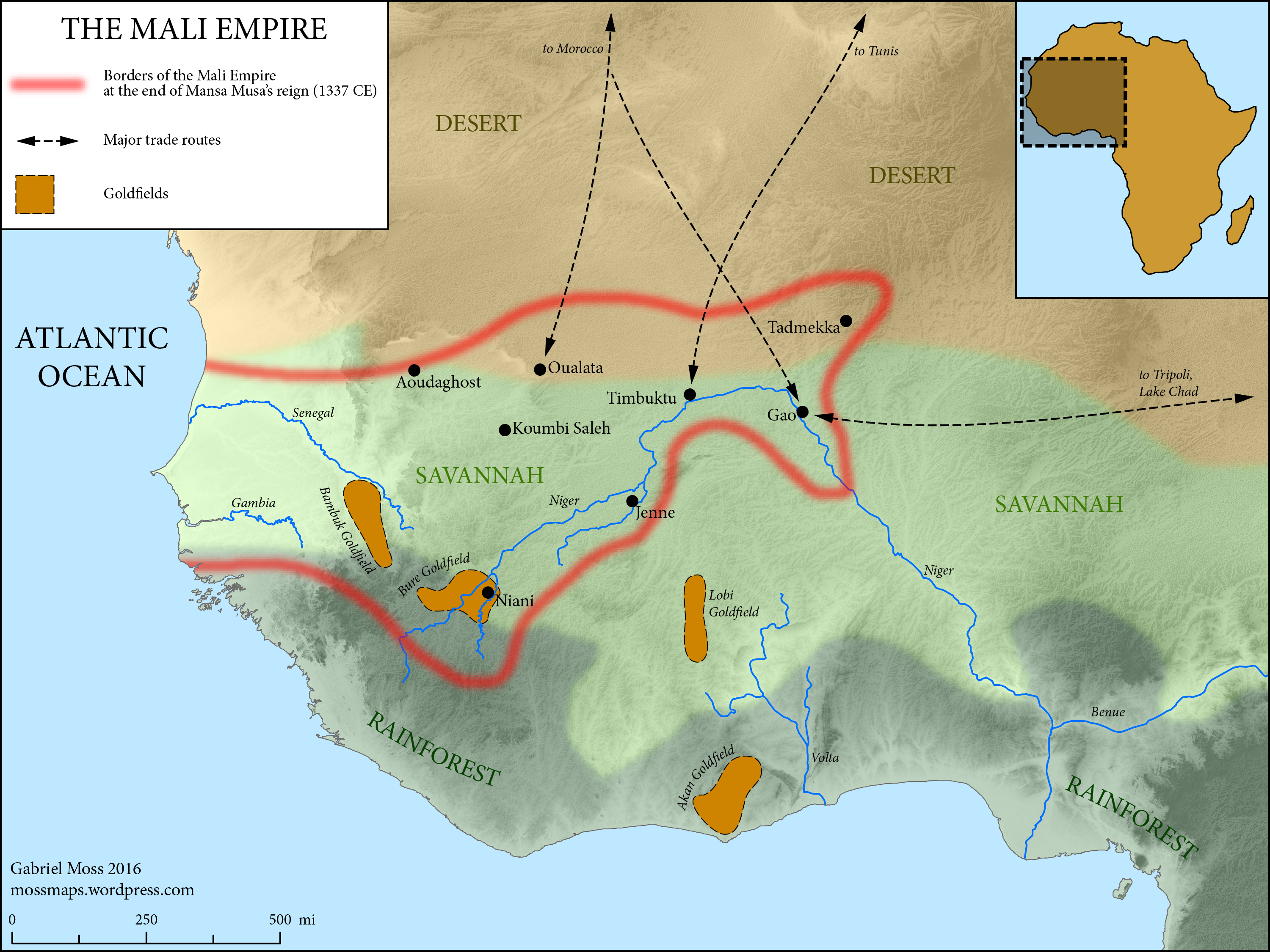
حدود مملكة مالي عند نهاية حكم مانسا موسى في 1337.

طالما بقي تاريخ وفاة مانسا موسى موضع اختلاف بسبب غياب أرشيف مكتوب لمملكة مالي، ولكن إن أخذنا بعين الاعتبار تاريخ اعتلاء ابنه مقان الأول العرش، فإن وفاته كانت سنة 1332. إلا أن مصادر تاريخية أخرى ومنها العمري ذكرت أن مانسا موسى كان ينوي التنازل على العرش لفائدة ابنه، لكنه توفي بعد عودته من رحلة الحج بقليل، سنة 1325. ولكن حسب ابن خلدون، فإن مانسا موسى كان على قيد الحياة عند الاستيلاء على تلمسان في 1337، حيث أرسل أنذاك مبعوثا لتلمسان من أجل تهنئتهم بالنصر. 

عند نهاية حكمه، كانت مملكة مالي تمتد تقريبا من المحيط الأطلسي إلى الضفة الشرقية من نهر النيجر وغابة تاغزة في وسط الصحراء.

بعد وفاته بعدة عقود، صدر في إسبانيا ما يعرف بالأطلس الكتالوني، ومن بين ما احتواه هذا الأطلس، نجد شخصية المانسا موسى بشكل واضح وكبير، ممسكا بقطعة من الذهب المشع بيده مما يبين حجم قوته وإشعاعه في العالم، حتى بعد وفاته بعقود.

## صفاته الخِلْقِية والخُلُقِية
يذكر العمري في كتابه مسالك الأبصار في ممالك الأمصار المانسا موسى عن أبو الحسن علي بن أمير حاجب، قائلا أنه كان متدينا محافظا على الصلاة والقراءة والذكر ومحبا للخير وكثير الصدقة والبرّ. وقال ابن كثير الدمشقي في كتابة البداية والنهاية أنه كان شابا جميل الصورة. أما اليافعي وكان قد رآه أثناء حجه في مكة، فقال عنه أنه «شاب عاقل، حسن الشكل، راغب في العلم ومالكي المذهب». وقال السعدي في كتابه تاريخ السودان أنه كان صالحا عادلا لم يكن في شعبه مثله في الصلاح والعدل.

## إحياء ذكراه

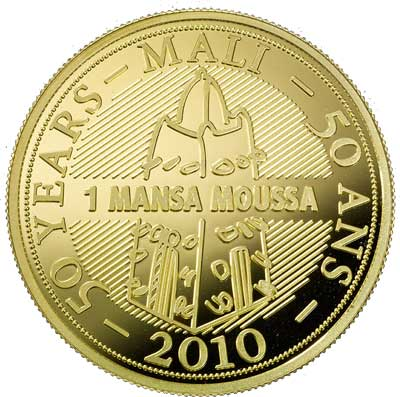
القطعة الذهبية التذكارية بمناسبة خمسينية استقلال مالي.

بمناسبة خمسينية استقلال مالي، أصدر رجل الأعمال والسياسة أليو بوبكر ديالو قطعة ذهبية تذكارية باسم مانسا موسى في 22 سبتمبر 2010.

## في الثقافة الشعبية
يظهر مانسا موسى كزعيم للحضارة المالية في الجزئين الرابع والسادس من اللعبة الاستراتيجية سيفيليزيشن.

أصبح المانسا موسى أحد رموز المركزية الأفريقية منذ القرن الواحد والعشرين، مما جعل العديد من الشباب يستعيدون ذكراه في إطار المجد الإفريقي، ومن هاته المظاهر أن صدرت عدة أغاني مصورة من نوع راب تحمل اسم مانسا موسى، مثل أغنية الفنان Calid B. التي استعملت كإحدى الأغاني الرسمية للعبة إن بي آيه تو كاي 20.

## الملاحظات
1. ↑  اليافعي 1997، الجزء الرابع، الصفحة 204.
2. ↑  ابن فضل الله العمري 2010، الجزء الرابع، الصفحة 56.
3. ↑  تقي الدين المقريزي 1955، الصفحة 112.
4. ↑  عبد الرحمان السعدي 1665، الباب الثالث
5. ↑  ابن فضل الله العمري 2010، الجزء الرابع، الصفحات 56-58.
6. ↑  عبد الرحمان السعدي 1665، الباب الثالث
7. ↑  تقي الدين المقريزي 1997، الجزء الثالث، الصفحة 73.
8. ↑  ابن الوردي 1969، الجزء الثاني، الصفحة 393.
9. ↑  ابن فضل الله العمري 2010، الجزء الرابع، الصفحة 57.
10. ↑  تقي الدين المقريزي 1955، الصفحة 112.
11. ↑  ابن كثير الدمشقي 1998، الجزء 18، الصفحة 241.
12. ↑  ابن فضل الله العمري 2010، الجزء الرابع، الصفحة 57.
13. ↑  اليافعي 1997، الجزء الرابع، الصفحة 204.
14. ↑  تقي الدين المقريزي 1955، الصفحة 112.
15. ↑  عبد الرحمان السعدي 1665، الباب الثالث
16. ↑  حسب المؤرخ موريس دولافوس في الصفحة 74 من كتابه Haut-Senegal Niger، فإن المؤرخ شارل مونتاي يعتقد أن هروب علي كولن كان في 1275 بدلا من 1335.[7]
17. ↑  عبد الرحمان السعدي 1665، الباب الثالث
18. ↑  عبد الرحمان السعدي 1665، الباب الثالث
19. ↑  عبد الرحمان السعدي 1665، الباب الثالث
20. ↑  ابن فضل الله العمري 2010، الجزء الرابع، الصفحة 55.
21. ↑  ابن فضل الله العمري 2010، الجزء الرابع، الصفحة 55.
22. ↑  ابن كثير الدمشقي 1998، الجزء 18، الصفحة 240.
23. ↑  اليافعي 1997، الجزء الرابع، الصفحة 204.
24. ↑  عبد الرحمان السعدي 1665، الباب الثالث